# 김우경 (가수)
김우경(1982년 4월 6일~)은 대한민국의 더 넛츠 멤버이자 파라마운트뮤직 소속이다.

## 학력
- 계명고등학교 (졸업)
- 영산대학교 영화영상학과 (졸업)